# Борн (Массачусетс)
Борн (англ. Bourne) — місто (англ. town) в США, в окрузі Барнстебел штату Массачусетс. Населення — 20 452 особи (2020).

### Клімат
| Клімат : Борн                | Клімат : Борн | Клімат : Борн | Клімат : Борн | Клімат : Борн | Клімат : Борн | Клімат : Борн | Клімат : Борн | Клімат : Борн | Клімат : Борн | Клімат : Борн | Клімат : Борн | Клімат : Борн | Клімат : Борн |
| Показник                     | Січ.          | Лют.          | Бер.          | Квіт.         | Трав.         | Черв.         | Лип.          | Серп.         | Вер.          | Жовт.         | Лист.         | Груд.         | Рік           |
| Середній максимум, °C        | 3,0           | 4,1           | 7,3           | 12,3          | 17,9          | 23,0          | 26,2          | 25,7          | 22,1          | 16,4          | 11,6          | 6,1           | 14,7          |
| Середня температура, °C      | −1,6          | −0,5          | 2,8           | 7,7           | 13,1          | 18,4          | 21,8          | 21,3          | 17,5          | 11,8          | 6,9           | 1,6           | 10,2          |
| Середній мінімум, °C         | −6,1          | −5,1          | −1,7          | 3,2           | 8,3           | 13,9          | 17,4          | 17,0          | 12,9          | 7,1           | 2,3           | −2,9          | 5,6           |
| Норма опадів, мм             | 104           | 91            | 132           | 114           | 89            | 96            | 85            | 100           | 99            | 107           | 115           | 115           | 1248          |
| Вологість повітря, %         | 67.6          | 66.4          | 64.9          | 65.8          | 68.8          | 72.9          | 74.0          | 75.0          | 75.2          | 72.3          | 69.4          | 68.8          | 70.1          |
| ---------------------------- | ------------- | ------------- | ------------- | ------------- | ------------- | ------------- | ------------- | ------------- | ------------- | ------------- | ------------- | ------------- | ------------- |
| Джерело: PRISM Climate Group |               |               |               |               |               |               |               |               |               |               |               |               |               |

## Демографія
Згідно з переписом 2010 року, у місті мешкали 19 754 особи в 7866 домогосподарствах у складі 5015 родин. Було 10805 помешкань
Расовий склад населення:
| - 93,5 % — білих - 1,5 % — чорних або афроамериканців - 1,2 % — азіатів - 0,5 % — корінних американців - 1,1 % — осіб інших рас |

До двох чи більше рас належало 2,2 %. Частка іспаномовних становила 1,8 % від усіх жителів.
За віковим діапазоном населення розподілялося таким чином: 18,4 % — особи молодші 18 років, 62,8 % — особи у віці 18—64 років, 18,8 % — особи у віці 65 років та старші. Медіана віку мешканця становила 44,1 року. На 100 осіб жіночої статі у місті припадало 104,6 чоловіків;  на 100 жінок у віці від 18 років та старших — 104,3 чоловіків також старших 18 років.
Середній дохід на одне домашнє господарство  становив 92 543 долари США (медіана — 73 000), а середній дохід на одну сім'ю — 106 308 доларів (медіана — 93 271). Медіана доходів становила 61 705 доларів для чоловіків та 52 366 доларів для жінок. За межею бідності перебувало 6,9 % осіб, у тому числі 11,4 % дітей у віці до 18 років та 6,4 % осіб у віці 65 років та старших.
Цивільне працевлаштоване населення становило 9932 особи. Основні галузі зайнятості: освіта, охорона здоров'я та соціальна допомога — 30,2 %, мистецтво, розваги та відпочинок — 12,6 %, роздрібна торгівля — 12,0 %.